# Los herederos del Monte
Los herederos del Monte é uma telenovela estadunidense-colombiana produzida e exibida pela Telemundo entre 10 de janeiro e 15 de julho de 2011.
Foi protagonizada por Marlene Favela e Mario Cimarro e antagonizada por Margarita Muñoz, José Luis Reséndez e Diana Quijano.

## Sinopse
Na Arboleda del Monte os dias passam com calma. Os cinco irmãos: Juan, José, Pedro, Gaspar e Lucas del Monte, estão ocupados, como sempre, com a manutenção da fazenda que durante décadas seus pais se transformaram na mais importantes e próspera da região. Eles querem manter seu legado e torná-lo a crescer ainda mais.
Acompanhados por Modesto Mardones, servo eterno e fiel da família, os irmãos se prepararam para ler o testamento deixado pelo pai, Dom Emílio Monte, recentemente falecido. O que essas crianças adotivas nunca pensaram era que um dia tão triste em suas vidas marcaria uma ruptura definitiva e o início de uma nova história na qual eles ficarão irremediavelmente presos.
Quando o advogado está prestes a ler o testamento e mostrar um vídeo com as últimas palavras de Don Emilio del Monte, aparece Paula del Monte, sua única filha biológica que não só vem receber sua parte da herança, mas também revolucionar os dias desses homens, os mais cobiçado do lugar.
Desde então, as coisas no Arboretum nunca mais serão as mesmas. Paula está determinada a tudo. Ela quer recuperar o que ela merece. Ela move o ressentimento e o ódio e foi ignorado pela família de seu pai. É por isso que seus planos já estão em andamento e cada um dos irmãos o ajudará a alcançá-los.
O que Paula del Monte não esperava era que, neste lugar do mundo, onde sempre quis reinar e se sentir igual, ela acharia o amor que a fará mudar seus objetivos para sempre. Isso acontece quando ela encontra Juan, com quem ela se apaixona, pela primeira vez em sua vida, ela não poderá controlar seus sentimentos e muito menos suas emoções, então els fará todo o possível para obter o amor de Juan e separá-lo de Julieta Millán, sua noiva, que será seu inimigo forte e se tornará um animal para evitar que Paula e Juan estejam juntos.
Então, seus planos vão desmoronar, enquanto Sofía Cañadas, sua mãe, tenta, por todos os meios, que Paula cumpre a promessa feita há anos: manter todos os bens do Monte.

## Elenco
- Marlene Favela.....  Paula del Monte Cañadas
- Mario Cimarro.....  Juan del Monte
- José Luis Reséndez.....  José del Monte
- Margarita Muñoz.....  Julieta Millán
- Jonathan Islas.....  Lucas del Monte
- Fabián Ríos.....  Gaspar del Monte
- Alejandra Sandoval ..... Guadalupe Mardones
- Ezequiel Montalt.....  Pedro del Monte
- Diana Quijano.....  Sofía Cañadas
- Javier Delgiudice.....  Miguel Millán
- Margarita Durán.....  Rosa Cifuentes
- Margarita Reyes.....  Beatriz Pereira
- Pedro Rendon.....  Efraín Mardones
- Roberto Mateos.....  Modesto Mardones
- Natasha Klauss.....  Berta Soto
- Didier van der Hove.....  Eleuterio Mardones
- Carina Cruz.....  Consuelo Millán
- Juan Pablo Obregón.....  Johnny Delgado
- Carla Giraldo.....  Rosario Millán
- Emerson Rodríguez.....  Amador Cereceda
- Roberto Vander..... Emilio del Monte (Pablo González)
- Katherine Porto.....  Adela
- Andres Ogilvie.....  Emiliano (Nacho)
- Alejandro Lopez.....  Esteban
- Andrés Felipe Martínez..... Gustavo del Fierro